# Jiazhuangxiang (ort i Kina, Shanxi Sheng, lat 39,24, long 112,53)
Jiazhuangxiang är en ort i Kina. Den ligger i provinsen Shanxi, i den norra delen av landet, omkring 150 kilometer norr om provinshuvudstaden Taiyuan. Antalet invånare är 14 283. Befolkningen består av 6 735 kvinnor och 7 548 män. Barn under 15 år utgör 18,0 %, vuxna 15-64 år 72 %, och äldre över 65 år 9,0 %.
Runt Jiazhuangxiang är det ganska tätbefolkat, med 149 invånare per kvadratkilometer. Närmaste större samhälle är Dongshentou, 16,5 km norr om Jiazhuangxiang. Trakten runt Jiazhuangxiang består i huvudsak av gräsmarker.
Genomsnittlig årsnederbörd är 633 millimeter. Den regnigaste månaden är juli, med i genomsnitt 184 mm nederbörd, och den torraste är januari, med 3 mm nederbörd.